# Follo (Italia)
Follo es una comuna italiana de la provincia de La Spezia, en la región de Liguria, que cuenta con unos 5.549 habitantes (2004). Cubre un área de unos 23 km², con una densidad de población de 241 hab/km². Tiene fronteras con las comunas de Beverino, Bolano, Calice al Cornoviglio, La Spezia, Podenzana (MS), Riccò del Golfo di Spezia y Vezzano Ligure.

## Evolución demográfica
| Gráfica de evolución demográfica de Follo entre 1861 y 2001 |
|                                                             |
| Fuente ISTAT - elaboración gráfica de Wikipedia             |

- Datos: Q270155
- Multimedia: Follo / Q270155

1. ↑  Worldpostalcodes.org, código postal n.º 19020.
2. ↑  «Codici Catastali». Comuni-italiani.it (en italiano). Consultado el 29 de abril de 2017.